# William Foerste
William Foerste (* 3. Dezember 1911 in New York; † 27. September 1967 in Münster) war ein deutscher germanistischer Dialektologe, Linguist und Mediävist. Er war Professor und Ordinarius für Deutsche und Germanische Philologie an der Westfälischen Wilhelms-Universität in Münster.
Foerstes Lehrschwerpunkte waren die Deutsche und Niederländische Philologie, die Lexikologie, die Dialektologie und Dialektgeographie, die Namenforschung und Ethnologie. Seine Forschungsgebiete erstreckten sich über die gesamte Geschichte der Niederdeutschen Idiome bis zur Etymologie der Deutschen Sprache und der Wortgeschichte und -geographie.

## Leben
Foerste wurde in eine norddeutsche Kaufmannsfamilie geboren, seine Eltern, Gustav (1876–1942) und Dora, geb. Westenberg (1881–1970), hielten sich kurze Zeit in New York auf, wo Foerste geboren wurde. Als er noch ein Kind war, kehrte die Familie zurück in die nähere Umgebung Hamburgs. In Moisburg wuchs Foerste auf und beendete die schulische Laufbahn 1932 mit Ablegen des Abiturs an einem Realgymnasium in Buxtehude.
Von 1932 bis 1938 studierte Foerste in Hamburg bei Agathe Lasch Deutsche, Englische und Niederländische Philologie. 1935 hörte er das Sommersemester in Marburg bei Walther Mitzka in Bezug der dortigen Mundartforschung und der Sonderforschungsstelle zum Deutschen Sprachatlas. Der Hamburger Lehrstuhlinhaber für Germanistik Conrad Borchling leitet Foerstes Interessen auf das ostfriesische Niederdeutsch, das zeitlebens ein Forschungsschwerpunkt Foerstes wurde. 1937 promovierte Foerste bei Borchling folgerichtig mit einer Arbeit zum Einfluss des Niederländischen auf den Wortschatz des jüngeren ostfriesischen Niederdeutsch. Während seiner Studienzeit arbeitete er in Hamburg am „Mittelniederdeutschen Wörterbuch“ mit und erweiterte sein Studiengebiet auf die niederdeutsche und friesische Ethnologie. 1939 erfolgte ein Ruf an die Universität Helsinki für eine Stelle als Lektor, die Foerste kriegs- und musterungsbedingt nicht antreten konnte. 1941 folgte er einem Ruf der Universität Münster für das neu einzurichtende Extraordinariat für Niederdeutsche Philologie, das er bis 1944 innehatte. 1943 habilitierte er sich trotz der Umstände des Kriegsdienstes (bis 1942 zuerst als Funker bei der Luftabwehr, danach Luftnachrichten) und der Arbeitsaufwände der Einrichtung des Lehrstuhls, mit einer Arbeit zur politischen Propaganda in niederdeutscher Sprache des 17. und 18. Jahrhunderts. Nach Kriegsende, seit 1946, war er außerordentlicher Professor für Niederdeutsche Philologie und Volkskunde bis 1951 in Münster. 1950 wurde er Lektor an der Universität Lund und 1951 bis 1961 ordentlicher Professor für Niederdeutsche Philologie in Münster. 1961 erhielt er in Münster zunächst den Lehrstuhl für Deutsche Philologie, und ab 1963 in Zusammenführung den Lehrstuhl des emeritierten Jost Trier für Germanische Philologie.
Foerste war Gründer einiger wissenschaftlicher Einrichtungen zur Niederdeutschen Philologie und in Münster besonders der „Niederdeutsche Wortatlas“ und als Herausgeber der Schriftreihe Niederdeutsche Studien. Seit 1946 war er bis 1967 Mitglied und Vorsitzender der Kommission für Volkskunde des Landschaftsverband Westfalen-Lippe, ebenfalls seit 1946 Leiter des Westfälischen Wörterbuch-Archivs sowie von 1955 bis 1967 Vorsitzender der „Kommission für Mundart- und Namenforschung Westfalens“ des LWL. Im Oktober 1960 wurde Foerste außerdem zum ordentlichen Mitglied der Historischen Kommission für Westfalen gewählt.
Akademische Schüler Foerstes sind Johannes Rathofer (1925–1998) und Willy Sanders.
1933 trat Foerste der SA in Moisburg als Sturmmann bei. Obwohl oder vermutlich weil er Zeuge der Umstände der Vertreibung seiner jüdischen akademischen Lehrerin Agathe Lasch aus dem Lehramt in Hamburg war und wegen seiner ausländischen Kontakte wahrte er Distanz zum NS-System und der NS-Ideologie. Seine Dissertation musste er wegen der Vertreibung Laschs bei deren Nachfolger Borchling ablegen. Sein Großonkel Heinrich Conrad Bierwirth, Professor für Germanistik an der Harvard University, bewog ihn um 1935 zu einem Wechsel an eine Amerikanische Universität, letztlich blieb er jedoch in Deutschland, besonders wegen familiärer Umstände seiner zukünftigen Ehefrau. 1937 wurde er Mitglied der NSDAP.
Foerste war seit 1939 mit Lotte, geborene Freude (1911–1999), verheiratet, ihr Sohn Ulrich ist Lehrstuhlinhaber für Bürgerliches Recht und Zivilprozessrecht an der Universität Osnabrück. Sein Leben galt ganz seiner Forschung und Lehre, die er zielstrebig verfolgte, sodass er auch kaum an Fachverbandstagungen teilnahm, wie beispielsweise an dem Deutschen Germanistentag, und sehr auf seine direkten Arbeitsgebiete fokussierte. Vorträge hielt Foerste allenfalls bei Veranstaltungen im westfälisch-niederdeutschen und friesisch-niederländischen Kontext. William Foerste erlag in kurzer Zeit einem Krebsleiden.

## Schriften
- Der Einfluß des Niederländischen auf den Wortschatz der jüngeren niederdeutschen Mundarten Ostfrieslands (= Verein für Niederdeutsche Sprachforschung. Forschungen. Neue Folge. Reihe A: Sprache und Volkstum. 8, ZDB-ID 515538-1). Wachholtz, Hamburg 1938.
- Untersuchungen zur westfälischen Sprache des 9. Jahrhunderts (= Münstersche Forschungen. Heft 2, ZDB-ID 521650-3). Simons, Marburg 1950.
- Otfrids literarisches Verhältnis zum Heliand. In: Abhandlungen zur niederdeutschen Philologie. Conrad Borchling zum Gedächtnis. Wachholtz, Neumünster 1950, S. 40–67, (Zugleich erschienen als: Jahrbuch des Vereins für niederdeutsche Sprachforschung. Jahrgang 71/73, 1948/1950, ISSN 0083-5617).
- Der wortgeographische Aufbau des Westfälischen (= Der Raum Westfalen. Band 4: Wesenszüge seiner Kultur. Teil 1). Hobbing u. a., Berlin u. a. 1958.
- als Herausgeber mit Karl Heinz Borck: Festschrift für Jost Trier zum 70. Geburtstag. Böhlau, Köln u. a. 1964.
- Die germanischen Stammesnamen auf -varii. In: Frühmittelalterliche Studien. Band 3, 1969, S. 60–70, doi:10.1515/9783110242034.60.

### Nachrufe
- Gerhard Cordes: William Foerste in Memoriam. In: Zeitschrift für Mundartforschung. Band 34, Heft 3/4, 1967, S. 367–371, JSTOR:40500426.
- Friedrich Ohly: William Foerste †. In: Frühmittelalterliche Studien. Band 2, 1968, S. VIII–X, doi:10.1515/9783110242027.VIII.

### Festschrift
- Dietrich Hofmann, Willy Sanders (Hrsg.): Gedenkschrift für William Foerste (= Niederdeutsche Studien. 18). Böhlau, Köln u. a. 1970, ISBN 3-412-03770-2.
  - Dietrich Hofmann: Das Wissenschaftliche Werk William Foerstes. In: Gedenkschrift für William Foerste. 1970, S. 1–7.
  - Marieluise Dusch: Verzeichnis der Schriften von William Foerste. In: Gedenkschrift für William Foerste.  1970, S. 543–552.